# Qualificazioni ai Giochi della XXVII Olimpiade (AFC)
Di seguito sono elencati gli incontri con relativo risultato della zona asiatica (AFC) per le qualificazioni a Sydney 2000.

## Formula
Le qualificazioni predevano due fasi a gironi.
Nel primo turno le 35 squadre vennero divise in 9 gironi, i gironi 1, 2, 3 e 4 erano composti da 3 squadre, i gironi 5, 6 e 9 erano composti da 5 squadre, mentre i gironi 7 e 8 erano composti da 4 squadre. Tutti i gruppi erano gironi A/R ad eccezione del gruppo 8 nel quale si disputarono incontri di sola andata. Passavano il turno le vincitrici dei gironi.
Nel gruppo 1 i primi tre incontri si disputarono a Sharja (Emirati Arabi Uniti), mentre i restanti tre vennero giocati a Doha (Qatar). Il gruppo 3 venne interamente giocato ad Amman (Giordania). Nel gruppo 6 i primi 10 incontri si disputarono ad Hong Kong, mentre i restanti 10 vennero giocati a Tokyo (Giappone). Nel gruppo 7 i primi 6 incontri si disputarono ad Hanoi (Vietnam), mentre i restanti 6 vennero giocati a Shanghai (Cina). Infine il gruppo 8 venne interamente giocato a Seul (Corea del Sud).
Il secondo turno era composto da tre gironi A/R da 3 squadre ciascuno. Partecipavano a questo turno le vincitrici dei gironi del primo turno.
Si qualificavano all'Olimpiade le vincitrici dei tre gironi sopracitati.

## Risultati

### Primo turno

#### Gruppo 1
| Squadra             | P.ti | G | V | N | P | GF | GS | DR  |
| ------------------- | ---- | - | - | - | - | -- | -- | --- |
| Qatar               | 10   | 4 | 3 | 1 | 0 | 9  | 3  | +6  |
| Emirati Arabi Uniti | 7    | 4 | 2 | 1 | 1 | 13 | 4  | +9  |
| Yemen               | 0    | 4 | 0 | 0 | 4 | 2  | 17 | -15 |

| Sharja 20 maggio 1999 | Yemen | 0 – 3 | Qatar |  |

| Sharja 23 maggio 1999 | Emirati Arabi Uniti | 6 – 1 | Yemen |  |

| Sharja 26 maggio 1999 | Emirati Arabi Uniti | 0 – 1 | Qatar |  |

| Doha 1º giugno 1999 | Qatar | 3 – 1 | Yemen |  |

| Doha 4 giugno 1999 | Yemen | 0 – 5 | Emirati Arabi Uniti |  |

| Doha 7 giugno 1999 | Qatar | 2 – 2 | Emirati Arabi Uniti |  |

#### Gruppo 2
| Squadra | P.ti | G | V | N | P | GF | GS | DR |
| ------- | ---- | - | - | - | - | -- | -- | -- |
| Kuwait  | 10   | 4 | 3 | 1 | 0 | 10 | 6  | +4 |
| Oman    | 4    | 4 | 1 | 1 | 2 | 5  | 10 | -5 |
| Siria   | 3    | 4 | 1 | 0 | 3 | 8  | 7  | +1 |

| 6 maggio 1999 | Oman | 2 – 2 | Kuwait |  |

| 14 maggio 1999 | Siria | 1 – 2 | Kuwait |  |

| 20 maggio 1999 | Oman | 1 – 5 | Siria |  |

| 25 maggio 1999 | Kuwait | 3 – 2 | Siria |  |

| 31 maggio 1999 | Siria | 0 – 1 | Oman |  |

| 5 giugno 1999 | Kuwait | 3 – 1 | Oman |  |

#### Gruppo 3
| Squadra        | P.ti | G | V | N | P | GF | GS | DR |
| -------------- | ---- | - | - | - | - | -- | -- | -- |
| Arabia Saudita | 8    | 4 | 2 | 2 | 0 | 8  | 4  | +4 |
| Iraq           | 5    | 4 | 1 | 2 | 1 | 7  | 10 | -3 |
| Giordania      | 3    | 4 | 1 | 0 | 3 | 8  | 9  | -1 |

| Amman 1º luglio 1999 | Giordania | 1 – 3 | Arabia Saudita |  |

| Amman 3 luglio 1999 | Iraq | 4 – 2 | Giordania |  |

| Amman 5 luglio 1999 | Arabia Saudita | 1 – 1 | Iraq |  |

| Amman 8 luglio 1999 | Arabia Saudita | 2 – 0 | Giordania |  |

| Amman 10 luglio 1999 | Giordania | 5 – 0 | Iraq |  |

| Amman 12 luglio 1999 | Iraq | 2 – 2 | Arabia Saudita |  |

#### Gruppo 4
| Squadra | P.ti | G | V | N | P | GF | GS | DR |
| ------- | ---- | - | - | - | - | -- | -- | -- |
| Bahrein | 9    | 4 | 3 | 0 | 1 | 7  | 3  | +4 |
| Libano  | 4    | 4 | 1 | 1 | 2 | 4  | 5  | -1 |
| Iran    | 4    | 4 | 1 | 1 | 2 | 3  | 6  | -3 |

| 14 maggio 1999 | Iran | 2 – 1 | Bahrein |  |

| 20 maggio 1999 | Bahrein | 2 – 1 | Libano |  |

| 6 giugno 1999 | Libano | 2 – 0 | Iran |  |

| 11 giugno 1999 | Bahrein | 2 – 0 | Iran |  |

| 18 giugno 1999 | Libano | 0 – 2 | Bahrein |  |

| 25 giugno 1999 | Iran | 1 – 1 | Libano |  |

#### Gruppo 5
| Squadra      | P.ti | G | V | N | P | GF | GS | DR  |
| ------------ | ---- | - | - | - | - | -- | -- | --- |
| Kazakistan   | 17   | 8 | 5 | 2 | 1 | 20 | 9  | +11 |
| Uzbekistan   | 16   | 8 | 5 | 1 | 2 | 15 | 7  | +8  |
| Turkmenistan | 13   | 8 | 4 | 1 | 3 | 17 | 14 | +3  |
| Kirghizistan | 10   | 8 | 3 | 1 | 4 | 9  | 14 | -5  |
| Tagikistan   | 1    | 8 | 0 | 1 | 7 | 4  | 21 | -17 |

| 3 aprile 1999 | Uzbekistan | 3 – 1 | Kirghizistan |  |

| 3 aprile 1999 | Tagikistan | 1 – 2 | Turkmenistan |  |

| 10 aprile 1999 | Uzbekistan | 3 – 0 | Tagikistan |  |

| 24 aprile 1999 | Tagikistan | 0 – 0 | Kazakistan |  |

| 24 aprile 1999 | Turkmenistan | 1 – 1 | Uzbekistan |  |

| 8 maggio 1999 | Kazakistan | 4 – 1 | Turkmenistan |  |

| 8 maggio 1999 | Kirghizistan | 1 – 0 | Tagikistan |  |

| 15 maggio 1999 | Turkmenistan | 3 – 0 | Kirghizistan |  |

| 15 maggio 1999 | Uzbekistan | 0 – 2 | Kazakistan |  |

| 29 maggio 1999 | Kirghizistan | 2 – 1 | Turkmenistan |  |

| 29 maggio 1999 | Kazakistan | 3 – 1 | Uzbekistan |  |

| 5 giugno 1999 | Turkmenistan | 3 – 2 | Kazakistan |  |

| 5 giugno 1999 | Tagikistan | 1 – 2 | Kirghizistan |  |

| 12 giugno 1999 | Kazakistan | 5 – 1 | Tagikistan |  |

| 12 giugno 1999 | Uzbekistan | 3 – 0 | Turkmenistan |  |

| 19 giugno 1999 | Kazakistan | 1 – 1 | Kirghizistan |  |

| 26 giugno 1999 | Tagikistan | 0 – 2 | Uzbekistan |  |

| 26 giugno 1999 | Kirghizistan | 2 – 3 | Kazakistan |  |

| 3 luglio 1999 | Kirghizistan | 0 – 2 | Uzbekistan |  |

| 3 luglio 1999 | Turkmenistan | 6 – 1 | Tagikistan |  |

#### Gruppo 6
| Squadra   | P.ti | G | V | N | P | GF | GS | DR  |
| --------- | ---- | - | - | - | - | -- | -- | --- |
| Giappone  | 24   | 8 | 8 | 0 | 0 | 52 | 1  | +51 |
| Hong Kong | 13   | 8 | 4 | 1 | 3 | 14 | 12 | +2  |
| Malaysia  | 11   | 8 | 3 | 2 | 3 | 17 | 17 | 0   |
| Nepal     | 8    | 8 | 2 | 2 | 4 | 9  | 23 | -14 |
| Filippine | 1    | 8 | 0 | 1 | 7 | 4  | 43 | -39 |

| Hong Kong 12 giugno 1999 | Filippine | 0 – 13 | Giappone |  |

| Hong Kong 12 giugno 1999 | Hong Kong | 1 – 2 | Nepal |  |

| Hong Kong 14 giugno 1999 | Nepal | 0 – 5 | Giappone |  |

| Hong Kong 14 giugno 1999 | Hong Kong | 2 – 2 | Malaysia |  |

| Hong Kong 16 giugno 1999 | Filippine | 0 – 1 | Nepal |  |

| Hong Kong 16 giugno 1999 | Malaysia | 0 – 4 | Giappone |  |

| Hong Kong 18 giugno 1999 | Malaysia | 6 – 1 | Filippine |  |

| Hong Kong 18 giugno 1999 | Hong Kong | 1 – 4 | Giappone |  |

| Hong Kong 20 giugno 1999 | Nepal | 1 – 1 | Malaysia |  |

| Hong Kong 20 giugno 1999 | Hong Kong | 4 – 1 | Filippine |  |

| Tokyo 26 giugno 1999 | Filippine | 0 – 1 | Hong Kong |  |

| Tokyo 26 giugno 1999 | Giappone | 9 – 0 | Nepal |  |

| Tokyo 28 giugno 1999 | Nepal | 1 – 2 | Hong Kong |  |

| Tokyo 28 giugno 1999 | Giappone | 4 – 0 | Malaysia |  |

| Tokyo 30 giugno 1999 | Nepal | 2 – 2 | Filippine |  |

| Tokyo 30 giugno 1999 | Malaysia | 0 – 3 | Hong Kong |  |

| Tokyo 2 luglio 1999 | Filippine | 0 – 5 | Malaysia |  |

| Tokyo 2 luglio 1999 | Giappone | 2 – 0 | Hong Kong |  |

| Tokyo 4 luglio 1999 | Malaysia | 3 – 2 | Nepal |  |

| Tokyo 4 luglio 1999 | Giappone | 11 – 0 | Filippine |  |

#### Gruppo 7
| Squadra        | P.ti | G | V | N | P | GF | GS | DR  |
| -------------- | ---- | - | - | - | - | -- | -- | --- |
| Cina           | 18   | 6 | 6 | 0 | 0 | 20 | 0  | +20 |
| Corea del Nord | 10   | 6 | 3 | 1 | 2 | 10 | 5  | +5  |
| Birmania       | 4    | 6 | 1 | 1 | 4 | 2  | 18 | -16 |
| Vietnam        | 2    | 6 | 0 | 2 | 4 | 3  | 12 | -9  |

| Hanoi 23 maggio 1999 | Birmania | 0 – 1 | Corea del Nord |  |

| Hanoi 23 maggio 1999 | Vietnam | 0 – 4 | Cina |  |

| Hanoi 26 maggio 1999 | Vietnam | 1 – 2 | Corea del Nord |  |

| Hanoi 26 maggio 1999 | Birmania | 0 – 4 | Cina |  |

| Hanoi 29 maggio 1999 | Vietnam | 1 – 2 | Birmania |  |

| Hanoi 29 maggio 1999 | Corea del Nord | 0 – 1 | Cina |  |

| Shanghai 12 giugno 1999 | Corea del Nord | 6 – 0 | Birmania |  |

| Shanghai 12 giugno 1999 | Cina | 3 – 0 | Vietnam |  |

| Shanghai 15 maggio 1999 | Corea del Nord | 1 – 1 | Vietnam |  |

| Shanghai 15 giugno 1999 | Cina | 6 – 0 | Birmania |  |

| Shanghai 18 giugno 1999 | Birmania | 0 – 0 | Vietnam |  |

| Shanghai 18 giugno 1999 | Cina | 2 – 0 | Corea del Nord |  |

#### Gruppo 8
| Squadra       | P.ti | G | V | N | P | GF | GS | DR  |
| ------------- | ---- | - | - | - | - | -- | -- | --- |
| Corea del Sud | 9    | 3 | 3 | 0 | 0 | 19 | 0  | +19 |
| Indonesia     | 6    | 3 | 2 | 0 | 1 | 4  | 9  | -5  |
| Taipei cinese | 3    | 3 | 1 | 0 | 2 | 5  | 10 | -5  |
| Sri Lanka     | 0    | 3 | 0 | 0 | 3 | 2  | 11 | -9  |

| Seul 25 maggio 1999 | Taipei cinese | 1 – 2 | Indonesia |  |

| Seul 25 maggio 1999 | Corea del Sud | 5 – 0 | Sri Lanka |  |

| Seul 27 maggio 1999 | Indonesia | 2 – 1 | Sri Lanka |  |

| Seul 27 maggio 1999 | Corea del Sud | 7 – 0 | Taipei cinese |  |

| Seul 29 maggio 1999 | Taipei cinese | 4 – 1 | Sri Lanka |  |

| Seul 29 maggio 1999 | Corea del Sud | 7 – 0 | Indonesia |  |

#### Gruppo 9
| Squadra    | P.ti | G | V | N | P | GF | GS | DR |
| ---------- | ---- | - | - | - | - | -- | -- | -- |
| Thailandia | 4    | 2 | 1 | 1 | 0 | 2  | 0  | +2 |
| India      | 1    | 2 | 0 | 1 | 1 | 0  | 2  | -2 |
| Brunei     | 0    | 0 | 0 | 0 | 0 | 0  | 0  | 0  |
| Laos       | 0    | 0 | 0 | 0 | 0 | 0  | 0  | 0  |
| Singapore  | 0    | 0 | 0 | 0 | 0 | 0  | 0  | 0  |

| 17 luglio 1999 | Thailandia | 2 – 0 | India |  |

| 24 luglio 1999 | India | 0 – 0 | Thailandia |  |

### Secondo turno

#### Gruppo A
| Squadra        | P.ti | G | V | N | P | GF | GS | DR |
| -------------- | ---- | - | - | - | - | -- | -- | -- |
| Kuwait         | 9    | 4 | 3 | 0 | 1 | 10 | 3  | +7 |
| Arabia Saudita | 6    | 4 | 2 | 0 | 2 | 5  | 8  | -3 |
| Qatar          | 3    | 4 | 1 | 0 | 3 | 5  | 9  | -4 |

| 1º ottobre 1999 | Qatar | 4 – 1 | Arabia Saudita |  |

| 8 ottobre 1999 | Arabia Saudita | 2 – 1 | Kuwait |  |

| 17 ottobre 1999 | Kuwait | 4 – 0 | Qatar |  |

| 29 ottobre 1999 | Arabia Saudita | 2 – 0 | Qatar |  |

| 7 novembre 1999 | Kuwait | 3 – 0 | Arabia Saudita |  |

| 12 novembre 1999 | Qatar | 1 – 2 | Kuwait |  |

#### Gruppo B
| Squadra       | P.ti | G | V | N | P | GF | GS | DR |
| ------------- | ---- | - | - | - | - | -- | -- | -- |
| Corea del Sud | 10   | 4 | 3 | 1 | 0 | 5  | 2  | +3 |
| Cina          | 4    | 4 | 1 | 1 | 2 | 3  | 4  | -1 |
| Bahrein       | 3    | 4 | 1 | 0 | 3 | 3  | 5  | -2 |

| 3 ottobre 1999 | Corea del Sud | 1 – 0 | Cina |  |

| 10 ottobre 1999 | Cina | 2 – 1 | Bahrein |  |

| 17 ottobre 1999 | Bahrein | 0 – 1 | Corea del Sud |  |

| 29 ottobre 1999 | Cina | 1 – 1 | Corea del Sud |  |

| 5 novembre 1999 | Bahrein | 1 – 0 | Cina |  |

| 13 novembre 1999 | Corea del Sud | 2 – 1 | Bahrein |  |

#### Gruppo C
| Squadra    | P.ti | G | V | N | P | GF | GS | DR  |
| ---------- | ---- | - | - | - | - | -- | -- | --- |
| Giappone   | 12   | 4 | 4 | 0 | 0 | 14 | 2  | +12 |
| Kazakistan | 4    | 4 | 1 | 1 | 2 | 5  | 6  | -1  |
| Thailandia | 1    | 4 | 0 | 1 | 3 | 2  | 13 | -11 |

| 2 ottobre 1999 | Kazakistan | 0 – 0 | Thailandia |  |

| 9 ottobre 1999 | Kazakistan | 0 – 2 | Giappone |  |

| 17 ottobre 1999 | Giappone | 3 – 1 | Thailandia |  |

| 30 ottobre 1999 | Thailandia | 1 – 4 | Kazakistan |  |

| 6 novembre 1999 | Giappone | 3 – 1 | Kazakistan |  |

| 13 novembre 1999 | Thailandia | 0 – 6 | Giappone |  |